# Stazione di Salona d'Isonzo
La stazione di Salona d'Isonzo (già Stazione di Anicova Corada, in sloveno Anhovo) è una fermata ferroviaria posta sulla linea Jesenice-Trieste (Transalpina). Serve il centro abitato di Salona d'Isonzo, frazione del comune di Canale d'Isonzo.

## Storia
La stazione venne attivata molti anni dopo dall'apertura della linea Jesenice-Trieste avvenuta nel 1906.
Dal 1991 appartiene alla rete slovena (Slovenske železnice).